# Hosokawa Kozo
Kozo Hosokawa (sinh ngày 3 tháng 8 năm 1971) là một cầu thủ bóng đá người Nhật Bản.

## Sự nghiệp câu lạc bộ
Kozo Hosokawa đã từng chơi cho Kyoto Purple Sanga.